# Nicole Rouillé
Vous pouvez aider à l'améliorer ou bien discuter des problèmes sur sa page de discussion.
- Il ne cite pas suffisamment ses sources. Vous pouvez indiquer les passages à sourcer avec {{référence nécessaire}} ou {{Référence souhaitée}}, et inclure les références utiles en les liant aux notes de bas de page. (Marqué depuis avril 2024)
- Certaines informations devraient être mieux reliées aux sources mentionnées dans la bibliographie ou les liens externes. Améliorez sa vérifiabilité en les associant par des références. (Marqué depuis avril 2024)

- Archive Wikiwix
- Bing
- Cairn
- DuckDuckGo
- E. Universalis
- Gallica
- Google
- G. Books
- G. News
- G. Scholar
- Persée
- Qwant
- (zh) Baidu
- (ru) Yandex
- (wd) trouver des œuvres sur Wikidata

Pour les articles homonymes, voir Rouillé (homonymie).
Nicole Rouillé est une linguiste française spécialisée dans la rhétorique, la prosodie et la gestuelle restitué du français classique. Elle est aussi cantatrice, violiste, chercheur et professeur ; directrice du Conservatoire de Musique de Meaux depuis 1998, membre de la Société des Auteurs et Compositeurs Dramatiques, directrice artistique des Musiciens de Théâtre depuis 1982, professeur intervenante de déclamation et rhétorique classique au Centre de Musique Baroque de Versailles et au Conservatoire de Versailles. 

## Études

### Philologie
Ses études permettent de restituer la prononciation, l'accentuation et la prosodie du français moderne entre le XVIe et le XVIIIe siècle et de retrouver l'accent du Québec.

## Œuvres
- L’Art de l'éloquence ou l’Art de la déclamation aux XVIIe et XVIIIe siècles, thèse.
- Jean-Pierre Changeux, Nicole Rouillé, Jean-Claude Boyer, Pierre Rosenberg, La Passion de l'âme : peintures des XVIIe et XVIIIe siècles de la collection Changeux, 2006, Odile Jacob.
- Nicole Rouillé, Jean-Marc Olivesi, Peindre et dire les passions : la gestuelle baroque aux XVIIe et XVIIIe siècles, 2007
- Nicole Rouillé, Le Beau parler françois : La prononciation de la langue publique XVIIe et XVIIIe siècles, 2008, (avec 1CD audio)